# Dark Season
Dark Season (La estación oscura) es una serie británica de ciencia ficción juvenil emitida en BBC One a finales de 1991. Se compone de seis episodios de 25 minutos de duración enlazadas en dos seriales de tres episodios cada uno interconectados entre sí, que cuentan la historia de tres adolescentes y su batalla para salvar su escuela y a sus compañeros de los planes del siniestro Mr. Eldritch. Fue la primera serie de televisión dramática creada por Russell T Davies, y también destaca porque en ella hizo su primer papel protagonista la actriz Kate Winslet.

## Trasfondo
Russell T Davies era un productor de reparto de la BBC en el departamento infantil de BBC Manchester, que en los veranos producía el programa Why Don't You?. Ya había ganado algo de experiencia como guionista televisivo escribiendo el doblaje cómico de The Flashing Blade para el programa infantil de los sábados por la mañana On the Waterfront en 1989 y el programa de sketches infantiles Breakdast Serials al año siguiente, pero su verdadera ambición era escribir televisión dramática.
Para ello, escribió un guion on-spec del primer episodio de Dark Season, con el título provisional de The Adventuresome Three, y lo envió por el correo interno de la BBC directamente a la directora de programas infantiles, Anna Home. Impresionada por el guion, Home le pidió a Davies que escribiera un segundo episodio. Cuando Tony Robinson decidió tomarse un descanso en la producción de Maid Marian and Her Merry Men, quedó un hueco en la programación infantil de la BBC para finales de 1991, y Home decidió utilizar Dark Season para rellenarlo, encargando a Davies que escribiera el resto de episodios del serial. La serie se rodó durante el verano de 1991 en Mytchett (Surrey), en Farnborough Hants (Woburn Avenue), y en la abandonada desde hacía tiempo escuela secundaria Robert Haining. El material de plató se rodó en los estudios de la BBC en Ealing.
Se emitió a las 16:35 los jueves del 14 de noviembre al 19 de diciembre de 1991, y cada episodio se repetiría al domingo siguiente por la mañana. Las audiencias se movieron entre 3,6 y 4,2 millones de espectadores por episodio. Davies también desarrolló una novelización de Dark Season para BBC Book, que se publicó al mismo tiempo que se emitía la serie, y que se publicitaba después de cada episodio. Más tarde escribiría un segundo serial de ciencia ficción juvenil para la BBC, Century Falls, en 1992, antes de forjarse una larga y exitosa carrera en la televisión adulta.

## Argumento
Los primeros tres episodios comienzan con una chica estudiante de tercero de secundaria y sus dos amigos de quinto curso Tom y Reet, que sospechan del siniestro Mr. Eldritch, cuya compañía de computadoras llega a la escuela y empieza a distribuir computadoras gratis a todos los alumnos.
Con la ayuda a regañadientes de su profesora, la Srta. Maitland, aparentemente derrotan a Eldritch, y este desaparece. Sin embargo, los siguientes tres episodios hablan de las acciones de la Srta. Pendragon, que trabaja para Eldritch, y que está intentando revivir a la enorme computadora secreta Behemoth de su antigua localización escondida bajo la escuela.
Al final de la novelización de la BBC, hay indicios de que Davies tenía ieas o interés en una potencial tercera aventura con los mismos personajes: un párrafo describe la apertura de unos recreativos y termina con "...pero eso es otra historia".

## Estructura
El programa sigue el paradigma del serial televisivo británico. Los episodios no tenían título, solo estaban numerados, y todos iban revelando poco a poco una trama común. En cierto grado, los seis episodios se pueden dividir en dos historias de tres episodios cada una. La conclusión aparente de la primera historia en el episodio 3 parecía tan cerrada que los directivos de la BBC se mostraron, según Davies, "un poco impactados". Esto, en parte, se debe a que no les había dicho que iban a ser dos historias de tres partes "¡por si me decían que no lo hiciera!" Sin embargo, en la conclusión del episodio 6 queda claro para el espectador que los seis episodisos cuentan una historia conjunta de la oposición de Marcie contra Mr. Eldritch, aunque dividida entre dos relatos aparentemente inconexos. Las dos historias ocurren como mínimo en el mismo curso escolar, aunque probablemente no mostrando el año completo.

## Semejanzas con Doctor Who
Dark Season tiene algunas semejanzas con Doctor Who, la serie que Russell T Davies resucitó en 2005. Lo más notable, que Marcie mantiene una posición narrativa equivalente a la de El Docotr, y Reet y Thomas actúan como sus acompañantes. Sin embargo, Russell T Davies que buscara esta semejanza estructural intencionadamente. Davies dijo que la única referencia al llamado Doctor Who clásico es una escena en la que Reet utiliza un yo-yo para comprobar la gravedad.
Aun así, ideas de esta producción se ha visto en la ficción de Doctor Who posterior. La primera referencia es una mención directa de Marcie en la novela de 1996 Damaged Goods. Más tarde, cuando Doctor Who volvió a la televisión, Davies atrapó a Rose Tyler tras una puerta que se niega a abrirse en El fin del mundo, igual que había hecho con Reet en el episodio seis. Cuando sus rescatadores les piden que no se vayan a ninguna parte, los dos personajes dieron la misma respuesta: "¿Y a dónde voy a ir, a Ipswich?". Más referencias a Dark Season' se verían en 2006, cuando destacó la semejanza argumental entre Dark Season y el episodio Reunión escolar. Aunque Davies no escribió el guion de ese episodio, sí pidió que cambiaran su ambientación de una base militar a un colegio, recordando a Dark Season.
Con mucha distancia, la referencia más fuerte entre las dos series se da en el especial navideño de 2008, El siguiente Doctor, que recicla en CyberKing elementos de Behemoth. En ambas, las líderes villanas son engañadas para subir a un trono en el que son atrapadas en el monstruo que ellas han fabricado, aceptando esto como su destino, pero provocando por el contrario su caída.

## Reparto y equipo
La persona que se encargó de dirigir Dark Season fue Colin Cant, con una larga y muy estimada reputación como productor de programas infantiles de la BBC, después de producir durante muchos años la serie adolescente escolar Grange Hill a lo largo de los ochenta, y de dirigir seriales infantiles clásicos como Moondial (1988).
Los tres protagonistas fueron Victoria Lambert, de 19 años, como la pequeña de 13 años Marcie, Ben Chandler como Tom, y Kate Winslet, en su primer trabajo profesional como actriz, como Reet. También había un reparto de actores bien conodiso en la televisión británica: la Srta. Maitland era interpretada por Brigit Forsyth, que había protagonizado la comedia de situación Whatever Happened to the Likely Lads? en los setenta, y la Srta. Pendragon era interpretada por Jacqueline Pearce, bien conocidsa como la villana Servalan de la serie de ciencia ficción de la BBC de finales de los setenta y principios de los ochenta Blake's 7, y a la que Cant conocía porque había trabajado con ella en Moondial. Según una entrevista para SFX Magazine', Davies dijo que Pearce se mostró encantada de que su personaje fuera supuestamente una lesbiana, pero se negó a teñirse el pelo, de ahí que llevara turbante.

## Recepción
La crítica se fijó y comentó la serie cuando se publicó el DVD y cuando Davies anunció que su serie The Sarah Jane Adventures se iba a dirigir al mismo espectro de público.
La crítica de Television Heaven dijo: "Unas veces divertida, otras concienciadora, llena de suspense, emocionante e imaginativa, Dark Season destaca como un ejemplo que ha pasado injustamente desapercibido de un género de televisión infantil de la más alta calidad, y también como una primera indicación de un futuro gran talento creativo en la forma de Russell T Davies, dando sus primeros pasos en el largo y tortuoso camino hacia un futuro brillante".
El director de guiones de la primera temporada de The Sarah Jane Adventures, Gareth Roberts, se inspiró durante su carrera en Dark Season. Dijo que Dark Season "era exactamente lo que quería hacer en la época, escribir un programa de ciencia ficción para hacer reír a los niños".
Un grupo de espectadores mostró entusiasmo en general por la interpretación de los jóvenes protagonistas, y alabaron la presencia de ideas generalmente sólidas, pero les decepcionaron algunos de los actores adultos. Jacqueline Pearce provocó particularmente divisiones: uno la describió diciendo que era alguien a quien "podría verla hasta abriendo un sobre", otra diciendo que su "sobreactuación" era un "vicio inconfesable" para ella, y el tercero diciendo que no lograba "cogerle el punto a Jacqueline Pearce".
De la misma forma, DVD Times llamó a la serie "una historia divertida", pero también criticó como "torpe" la división de la trama en dos mitades. En resumen, lamentaban una "tendencia a utilizar jerigonza y agitar las manos para resolver tramas".